# Phragmanthera guerichii
Phragmanthera guerichii är en tvåhjärtbladig växtart som först beskrevs av Adolf Engler, och fick sitt nu gällande namn av Simone Balle. Phragmanthera guerichii ingår i släktet Phragmanthera och familjen Loranthaceae. Inga underarter finns listade i Catalogue of Life.